# خاریان کانتونمنت
خاریان کانتونمنت (به انگلیسی: Kharian Cantonment) یک منطقهٔ مسکونی در پاکستان است که در ناحیه گجرات واقع شده‌است. خاریان کانتونمنت ۹۰٬۴۶۲ نفر جمعیت دارد.